# Arbetsgivarföreningen KFO
Arbetsgivarföreningen KFO var en arbetsgivarorganisation som förhandlade och slöt branschanpassade kollektivavtal för ett trettiotal olika områden, till exempel kooperativa företag, ideella organisationer, civilsamhällets organisationer, folkrörelser, fristående skolor och förskolor, personlig assistans och hälsa, vård och övrig omsorg. Sedan 2021 är KFO en del av Fremia.  
De erbjuder medlemmarna professionell rådgivning i arbetsgivarfrågor samt bevakar och driver närings- och samhällspolitiska frågor som är viktiga för medlemmarna. Under 2017 lanserade KFO ett intressepolitiskt program för att stärka den kooperativa och idéburna sektorn.  
Antalet medlemmar i Arbetsgivarföreningen KFO har ökat från cirka 400 på 1980-talet till drygt 4 000 (2018). Tillsammans har medlemmarna cirka 135 000 anställda.
Arbetsgivarföreningen KFO har ett eget huvudavtal med sina fackliga motparter. Dessa avtal bygger på principen om konkurrensneutralitet, det vill säga de ska inte leda till högre arbetskraftskostnader än vad som gäller för andra arbetsgivare. De får inte heller medföra sämre anställningsvillkor i förhållande till anställda i jämförbara företag. De reglerar även hur eventuella stridsåtgärder mellan parterna på arbetsmarknaden ska gå till, något som gör att risken att drabbas av arbetsmarknadskonflikter minimeras.
Sedan starten 1943 har KFO:s grundfundament varit det huvudavtal som tecknades med LO, och som idag omfattar i princip alla motparter. Avtalet innebär att KFO garanterar de fackliga motparterna konkurrensneutrala avtal, samtidigt som de fackliga organisationerna garanterar arbetsfred.

## Historia[2]
Arbetsgivarföreningen KFO bildades 1943, under namnet Kooperationens Förhandlingsorganisation. Då var Kooperativa Förbundet (KF) Sveriges största företagsgrupp som både drev detaljhandel och industrier som producerade en mängd olika varor. Under 80-talet började den KF-ägda industrisektorn att avvecklas vilket ledde till att KFO tappade flera medlemsföretag. Samtidigt lockades andra idéburna och kooperativa företag till organisationen med anledning av deras tydliga värdegrund och huvudavtalet med de fackliga motparterna. Så småningom anslöt sig nya medlemsgrupper inom bland annat ideella sektorn, skolområdet, personlig assistans och vård- och omsorgssektorn. 